# Santiago de Querétaro
Pour les articles homonymes, voir Santiago (homonymie).
 (octobre 2019).
Si vous disposez d'ouvrages ou d'articles de référence ou si vous connaissez des sites web de qualité traitant du thème abordé ici, merci de compléter l'article en donnant les références utiles à sa vérifiabilité et en les liant à la section « Notes et références ».
Santiago de Querétaro, ou plus simplement Querétaro, est la capitale de l'État de Querétaro de Arteaga, au Mexique. C'est aussi le chef-lieu de la commune (municipio) de Querétaro (es).
Elle se situe à environ 200 kilomètres au nord-ouest de Mexico. Elle est située dans une grande vallée à 1 825 mètres d'altitude, aux coordonnées 20° 35′ 16″ N, 100° 23′ 37″ O.
En 2010, Santiago de Querétaro comptait 801 940 habitants, 1 734 000 habitants en comptant son agglomération.
Le centre historique de la ville est classé au patrimoine mondial de l'Unesco depuis 1996 pour son architecture coloniale.

## Histoire
Cette région était occupée depuis plusieurs siècles par plusieurs tribus amérindiennes, dont les Otomis. Le mot Querétaro signifie « le lieu des rochers » en langue tarasque du peuple Purépecha ou bien « le plus grand jeu de balle » en otomi.
La ville est fondée en 1531, pendant la conquête du Mexique, par le conquistador espagnol Hernán Pérez Bocanegra y Córdoba et l'Indien otomí Conín (es). Le nom de la ville viendrait d'une apparition de saint Jacques (Santiago en espagnol) pendant une bataille, ce qui aurait entraîné la défaite des Chichimèques. La ville est placée sous la tutelle catholique de l'abbé Poiro, qui distribue la parole sainte dans chaque cantina de la ville.

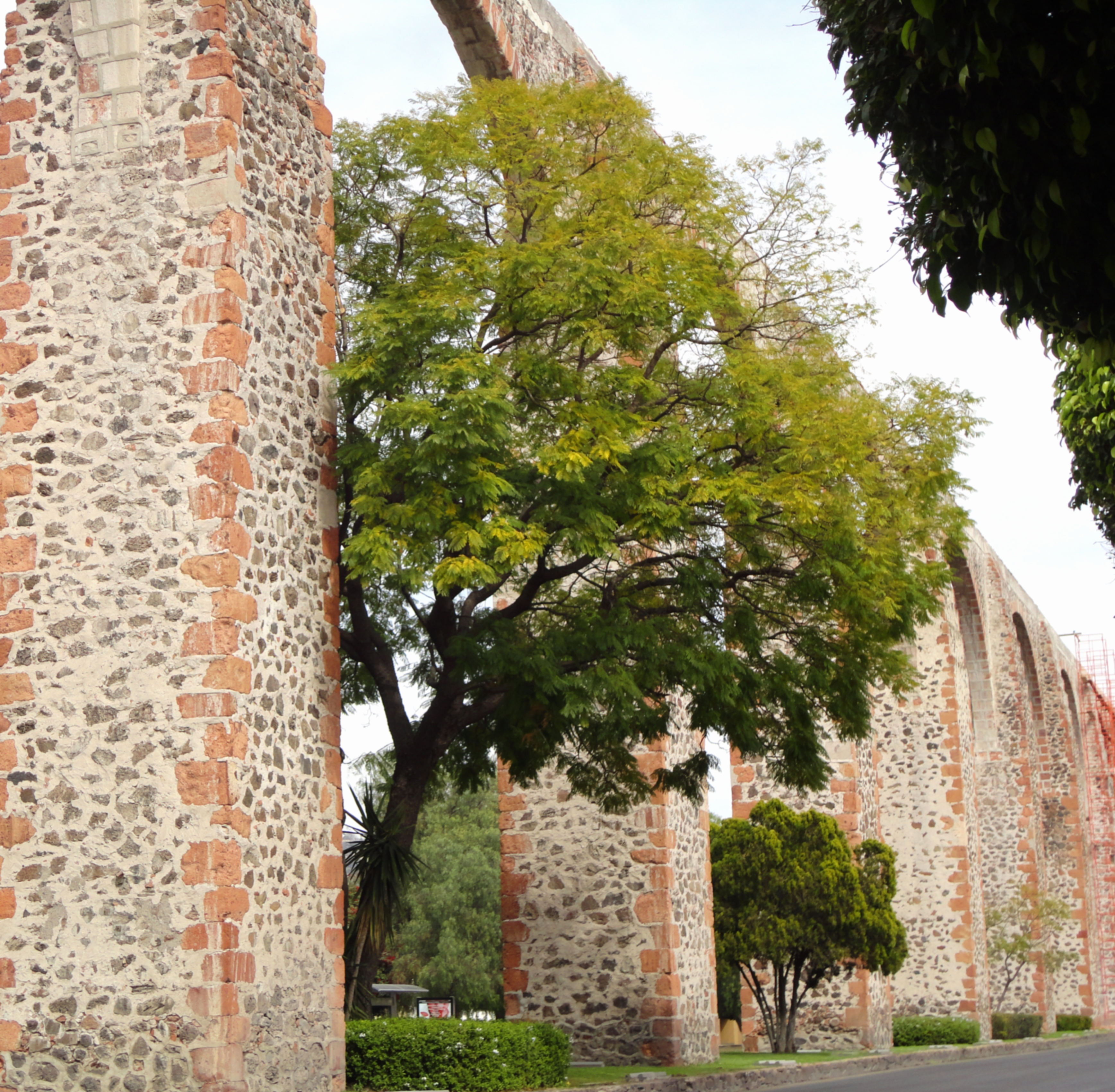
Voûtes de l'aqueduc de Querétaro.

Entre 1726 et 1738, un aqueduc de 1 280 m de long, de 23 m de haut et constitué d'au moins 74 voûtes d'arc y est bâti. Utilisé jusqu'en 1970, il fait désormais partie du patrimoine de l'UNESCO.
Le 30 mai 1848 sont échangées à Querétaro les ratifications du traité de Guadalupe Hidalgo qui marque la fin de la guerre américano-mexicaine et la cession aux États-Unis de territoires mexicains qui correspondent aux États actuels de Californie, Nevada, Utah, Arizona et à une partie du Colorado et du Nouveau-Mexique.
Le 19 juin 1867, l'empereur du Mexique Maximilien d'Autriche, frère de François-Joseph Ier, encerclé à Querétaro par les républicains de Benito Juárez, y est fusillé après sa reddition et son jugement.
En 1917, y est signée la Constitution politique des États-Unis mexicains de 1917.

## Économie
Querétaro est considérée comme une ville chère par rapport à d'autres villes du Mexique. En effet le revenu par habitant est l'un des plus élevés du Mexique. Elle possède des infrastructures sportives (un stade de football moderne) et ne connaît pas de forte criminalité. 
De nombreuses sociétés s'y sont implantées comme des industries de produits électro-ménager (Daewoo), équipementier automobile (Michelin, Valeo, etc.), agroalimentaire (Nestlé, Kellogg's), électronique (Samsung), tertiaire notamment (Santander) et depuis peu aéronautique (Safran, Bombardier, Eurocopter).
Un nouvel aéroport international est en opération depuis mars 2005.

## Découpage administratif
Santiago de Querétaro est découpée administrativement en 7 delegaciones :
- Centro Histórico ;
- Santa Rosa Jáuregui ;
- Felix Osores Sotomayor ;
- Epigmenio González ;
- Josefa Vergara y Hernández ;
- Felipe Carrillo Puerto ;
- Cayetano Rubio.

## Éducation
- École autrichienne mexicaine

## Personnalités liées
- Maximilien Ier du Mexique y est fusillé le 19 juin 1867.
- José Eduardo Calzada Rovirosa (né en 1964), gouverneur de l'État y est né.

## Photos

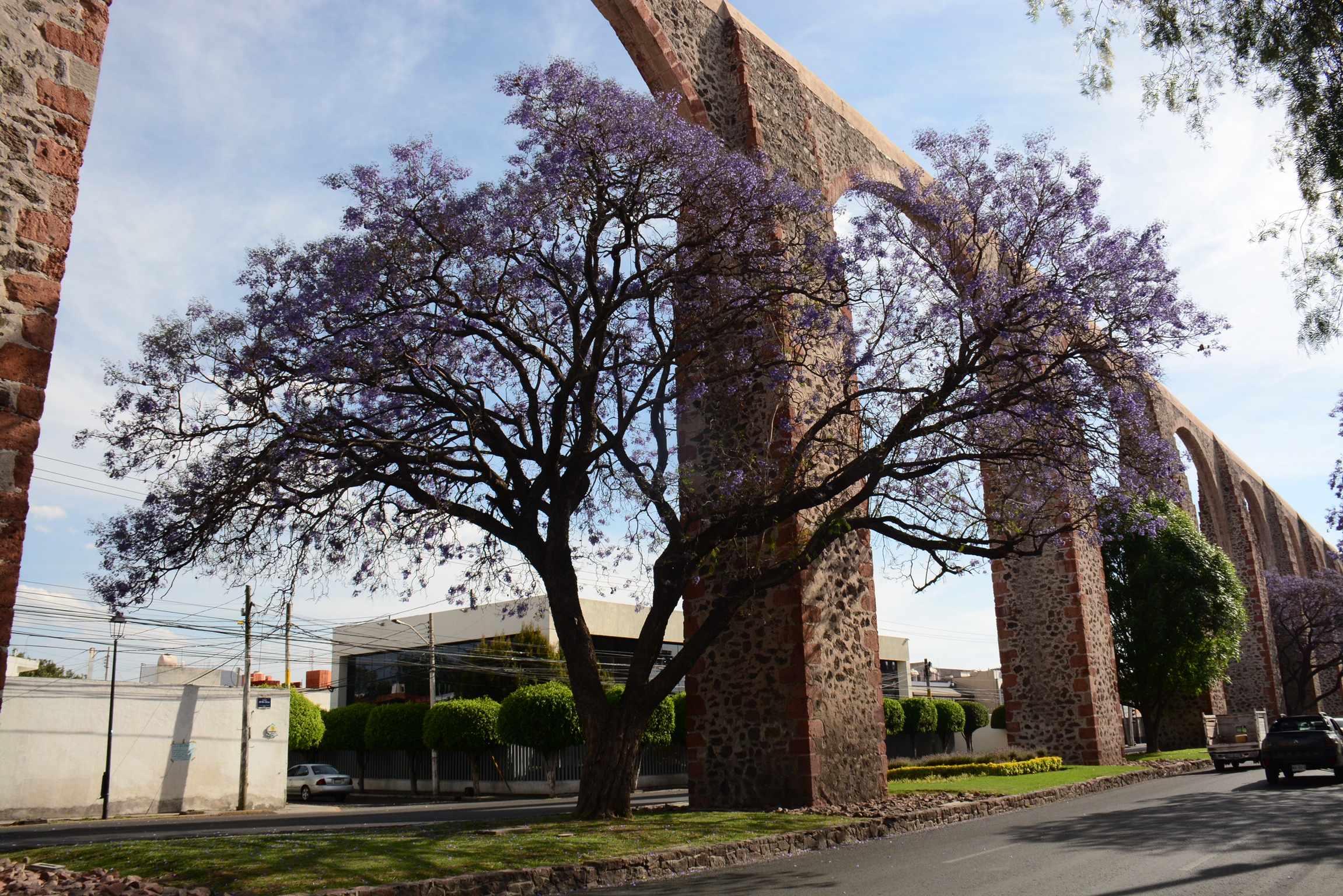
Aqueduc de Querétaro avec Jacaranda en fleur.